# Tiberi Semproni Grac (cònsol 215 aC)
Tiberi Semproni Grac (en llatí Tiberius Sempronius TIB. F. C. N. Gracchus) va ser un magistrat romà. Va ser fill de Tiberi Semproni Grac, que havia estat cònsol l'any 238 aC. Formava part de la gens Semprònia, i era de la família dels Grac, d'origen plebeu.

### Magister equitum
Va ser edil curul l'any 216 aC i després de la batalla de Cannes va ser nomenat magister equitum del dictador Marc Juni Pera, que va aixecar un nou exèrcit contra Hanníbal.
Van establir el campament prop de Casilínum i poc després el dictador va haver de tornar a Roma i Grac va quedar amb el comandament de les tropes, però seguint les ordres del seu cap, es va abstenir de lliurar cap combat tot i que va tenir oportunitats i que Casilínum estava assetjada pels cartaginesos i els habitants patien gana. Va enviar provisions a la ciutat que va fer baixar pel riu durant tres nits, però a la quarta nit van ser descoberts pels cartaginesos que van impedir nous lliuraments. La gana va augmentar aviat a Casilínum, i els habitants menjaven pells, rates i herbes, fins que finalment es van haver de rendir i van poder sortir pagant un rescat per cada home. 570 persones (mes de la meitat dels assetjats) havien mort ja de fam. La guarnició era majoritàriament gent de Praeneste i el seu cap era Marc Anici. Més tard es va aixecar una estàtua recordant la seva gesta a la ciutat de Praeneste.

### Primer consolat
Poc després Grac es va reunir amb Pera a Roma i per la seva obediència va ser recomanat pel consolat que va exercir l'any 215 aC junt amb Luci Postumi Albí. Va fer un bon consolat. Amb el comandament dels volones romans i aliats va travessar el riu Vulturnus i va establir el campament prop de Liternum on va entrenar i disciplinar a les tropes. Allà es va assabentar que els campanis havien de tenir una assemblea a Hamae i es va dirigir a Cumes on va acampar. Des d'allí va llençar un inesperat atac contra l'assemblea. 2000 campanis van morir incloent el seu comandant Mari Alfi. Després va retornar a Cumes i va acampar no lluny d'Hanníbal que era a Tifata. Hanníbal no va tardar a assetjar Cumae (Cumes) i Grac, que va acudir en ajut dels aliats, va quedar assetjat pel general cartaginès a la ciutat.
Va fer una victoriosa sortida i va agafar per sorpresa als assetjants i els va ocasionar nombroses baixes, retirant-se tot seguit sense problemes al darrere dels murs. Hanníbal va intentar una batalla decisiva però Grac es va quedar protegit al darrere dels murs sense arriscar-se. Finalment Hanníbal va aixecar el setge i va tornar a Tifata i Grac va sortir de Cumes i va anar a Lucèria a la Pulla.
L'any 214 aC el senat li va prorrogar el comandament i va rebre ordres de fer operacions a la Pulla, però el dictador Quint Fabi Màxim Berrugós el va enviar a Benevent. Al mateix temps va arribar allí Hannó amb un fort exèrcit procedent del Brútium, però ja la ciutat estava ocupada per Grac; Hannó va establir el seu camp al riu Cator i va assolar el territori. Grac va sortir de la ciutat i va establir els seus quarters prop dels de Hannó.
L'exèrcit de Grac estava format principalment de volones que esperaven la llibertat a canvi del servei, i Grac els va anunciar la seva llibertat abans de la batalla i això va apujar la moral dels combatents però no els va disposar a lluitar. Tot i així Grac va complir la seva promesa l'endemà i els va preparar per al combat. Els dos exèrcits es van enfrontar en la Primera Batalla de Beneventum. Hannó va acceptar la lluita que va durar unes quantes hores i finalment les pèrdues cartagineses eren tan grans que Hannó es va haver de retirar. Alguns volones que s'havien comportat amb covardia durant la batalla van ser perdonats generosament per Grac.
Va tornar llavors a la ciutat de Benevent on el van rebre amb entusiasme i més tard va fer una dedicatòria al temple de Libertas a l'Aventí construït pel seu pare.

### Segon consolat
A final d'any va ser elegit cònsol pel 213 aC, tot i no estar present a l'elecció, juntament amb Quint Fabi Màxim. Durant el seu consolat va portar la guerra a Lucània, va lliurar alguns combats menors i va ocupar algunes fortaleses de segon ordre. Per no deixar el comandament va aconsellar nomenar un dictador per dirigir els comicis i per la seva pròpia recomanació van elegir Gai Claudi Centó.
L'any 212 aC va rebre ordres d'abandonar Lucània i es va dirigir cap a Benevent. Un àugur li va anunciar una catàstrofe i poc després un lucà, Flavi, el va entregar al general cartaginès Magó el Samnita, que li va preparar un parany al que el traïdor el va portar. Grac va morir en combat contra els homes de Magó a Campi Veteres a Lucània. Hanníbal va rebre el seu cos i li va donar sepultura amb honor. Titus Livi registra diverses tradicions sobre la seva mort i enterrament, però diu que no mereixen crèdit.